# Leskea ahnfeltii
Leskea ahnfeltii là một loài Rêu trong họ Leskeaceae. Loài này được Ångstr. mô tả khoa học đầu tiên năm 1853.